# 小平産業
小平産業株式会社（こだいらさんぎょう、英: Kodaira sangyo Corporation）は、栃木県小山市に本社を置く、日本の輸送機器メーカー。
ダンプトラックボディ、平ボディなどのトラック架装ボディ、シリンダーなどの輸送機械関連部品の製造・販売を行っている。

## ラインナップ
出典
- ダンプトレーラー
- ダンプトラックボディ
- スクラップ運搬用ボディ
- 平ボディ
- ダンプ用のシリンダーやトランスファーなど輸送機器の部品
- 陸上自衛隊向け2t弾薬トレーラ、防衛省向け3 1/2tトラック

## 沿革
- 1938年（昭和13年）12月 - 小平重工業株式会社設立。
- 1945年（昭和20年）9月 - 社名を小平産業株式会社に変更。